# Головщино
Головщино́ — село Плехановского сельсовета Грязинского района Липецкой области. Примыкает с юго-востока к центру поселения — селу Плеханово, расстояние по автодорогам до города Грязи составляет 16 км на юг.

## История
Возникло в конце XVII века, известно по документам с 1723 года. В 1761 году построена деревянная церковь, перестроенная в 1854 году. Название села — по первым поселенцам Головиным.
В 1862 году в казённом и владельческом селе Богословское (Головщино) 2-го стана Липецкого уезда Тамбовской губернии было 154 двора, 752 мужчины и 718 женщин, православная церковь, училище. Проводилась ярмарка и базар.
По данным начала 1883 года в селе Головщино Бутырской волости Липецкого уезда проживало 2135 бывших государственных крестьянина в 278 домохозяйствах и 307 собственников из помещичьих крестьян в 38 домохозяйствах, всего 2442 человека (1173 мужчины и 1269 женщин). К селу относилось 3562,3 десятины удобной надельной земли и 157,2 — неудобной; имелась 591 лошадь, 561 голова КРС, 3602 овцы и 169 свиней. В селе находилось 7 промышленных заведений, 2 трактира или питейных дома и 4 лавки. Было 42 грамотных и 16 учащихся.
По переписи 1897 года — 2861 житель (1347 мужчин, 1514 женщин), все православные.
В 1911 году в селе было 409 дворов великороссов-земледельцев (а также сапожников и бондарей), проживал 3431 человек (1699 мужчин и 1732 женщины). Имелась церковно-приходская школа.
В 1896—1911 годах в Головщине построили каменную Богословскую Архивная копия от 13 февраля 2015 на Wayback Machine церковь (). С 2007 года в ней ведутся реставрационные работы. Главный придел храма освящён в честь святого апостола и евангелиста Иоанна Богослова, левый — Смоленской иконы Божией Матери, правый — святого преподобного Серафима Саровского.
В 1926 году в селе Бутырской волости Липецкого уезда — 645 дворов русских, 3452 жителя (1603 мужчины, 1849 женщин). В 1920-х годах часть жителей Головщина переселилась в новый посёлок Троицкий (ныне в Тамбовской области).
До войны в селе насчитывался 481 двор, оно не позднее чем до 1958 года было центром сельсовета в Грязинском районе Воронежской, затем Липецкой области.
По сведениям карты 1989 года в селе Головщино около 590 жителей.

## Население
| 2009 | 2010 | 2013 |
| ---- | ---- | ---- |
| 356  | ↘341 | ↗376 |

В 2002 году население села составляло 338 человек, 94 % — русские.
В 2010 году — 341 житель (153 мужчины, 188 женщин).

## Инфраструктура и улицы
Имеется фельдшерско-акушерский пункт. В селе 16 улиц и 1 переулок.

## Известные уроженцы
В Головщине родились Герои Советского Союза И. С. Бурлаков и Н. И. Двуреченский, Герой социалистического труда П. И. Полухин.